# Schizomus africanus
Espèce
Synonymes
- Trithyreus africanus Hansen, 1905

Schizomus africanus est une espèce de schizomides de la famille des Hubbardiidae.

## Distribution
Cette espèce est endémique de Sierra Leone,. Elle se rencontre vers Freetown.

## Description
La femelle holotype mesure 2,9 mm.

## Étymologie
Son nom d'espèce lui a été donné en référence au lieu de sa découverte, l'Afrique.

## Publication originale
- Hansen & Sørensen, 1905 : The Tartarides, a tribe of the order Pedipalpi. Arkiv för Zoologi, vol. 2, no 8, p. 1-78 (texte intégral).